# Parvovirus B19
Het Parvovirus B19 (Human parvovirus B19) was het eerste menselijke parvovirus dat ontdekt werd, en tot 2005 ook het enige menselijke parvovirus dat ontdekt was. Het virus werd bij toeval ontdekt in 1975 door de Australische viroloog Yvonne Cossart. De naam is afgeleid van het Latijnse woord parvum, wat "klein" betekent, door het feit dat het een van de kleinste DNA-virussen is.
Parvovirus B19 is het bekendst van het veroorzaken van de vijfde ziekte, een vrij onschuldige kinderziekte. Op hogere leeftijd veroorzaakt infectie met Parvo B19-virus acute gewrichtsklachten. Het virus kan eveneens artritis veroorzaken, waarbij de kans dat een vrouw deze ziekte oploopt door B19 circa twee keer zo groot is. Voor zwangere vrouwen is het virus gevaarlijk; de kans dat de foetus sterft wanneer de moeder geïnfecteerd wordt in de eerste twintig weken bedraagt 10%.
Primaire plaats voor replicatie van dit virus is de kern van een onvolgroeide rode bloedcel, deze geïnfecteerde cellen stoppen met prolifereren waardoor normale rode bloedcellen verminderd ontwikkelen. De effecten hiervan zijn onbeduidend tenzij de patiënt hemolytisch gecompromitteerd is. In deze gevallen manifesteert de infectie zich met acute ernstige anemie door snelle verlaging van het aantal rode bloedcellen en Hb. Andere complicaties van het virus zijn hepatitis, myocarditis en pneumonie. 

## Verspreiding
Het virus verspreidt zich via de luchtwegen door speekseldruppeltjes, via bloedtransfusie of de placenta. De kans dat gezinsleden in hetzelfde huis ook worden geïnfecteerd is 50%, bij klasgenoten is dat 25%.
Het Parvo B19-virus is geassocieerd met transplantaties. Vooral in de 7e week week na transplantatie bleek het virus vaker voor te komen bij patiënten

## Symptomen
De symptomen van het B19-virus beginnen ongeveer zes dagen na de infectie. Geïnfecteerde patiënten met een normaal immuunsysteem kunnen anderen besmetten voor de symptomen komen opzetten. Personen met antistoffen tegen het B19-virus zijn vrijwel altijd immuun tegen het virus, maar er zijn gevallen bekend waarin dat niet zo is. Ongeveer de helft van alle volwassenen is immuun voor B19 vanwege een eerdere infectie.

## Epidemieën
Een opvallende toename van het aantal B19-gevallen wordt elke drie à vier jaar gezien. De laatste epidemie vond plaats in 1998. Lokaal kunnen kleine epidemieën ontstaan op scholen en verschoonplaatsen voor jonge kinderen.
Parvovirus B19 kan enkel infecties bij mensen veroorzaken, parvovirussen voor katten en honden zijn niet gevaarlijk voor de mens. Voor sommige kleine dieren zijn er vaccins verkrijgbaar tegen het virus, maar niet voor mensen.